# 연습곡 Op. 10, 7번 (쇼팽)

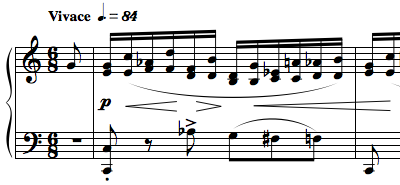
쇼팽 연습곡 Op. 10의 7번의 첫 마디

쇼팽의 연습곡 Op. 10, 7번(Étude Op. 10, No. 7)은 프레데리크 쇼팽이 1830년에서 1832년 사이에 작곡했을 것으로 추정되며 1833년에 출판되었다. 7번은 크게 세 부분으로 나뉘며 첫 부분은 다장조로, 두 번째 부분은 라단조로 변하다가 다시 다장조로 바뀐다. 이 곡은 오른손의 음정 연습을 위한 곡으로, 빠른 16분음표를 연주하면서 3도음정에서 6도로, 다시 3도에서 6도로 진행되는 곡이다. 동시에 왼손은 주 멜로디를 연주한다.